# Здравка Кезић
Здравка Кезић (Бања Лука, 10. децембар 1960) је инфектолог.

## Биографија
Гимназију и Медицински факултет (1984) завршила је у родном граду. На Медицинском факултету у Загребу магистрирала је 1990. одбраном рада Анализа сустава антиген/антитијело код инфекције хепатитисом Б у регији Бањалука и докторирала 1994. одбраном тезе ХБВ инфекција и специфична заштита угрожених особа. Специјализовала је инфектологију 1993. у Загребу. На Медицинском факултету у Бањој Луци бирана је за асистента 1985, вишег асистента 1987. и доцента 1998. и 2006. године. Од
1990. запослена је на Клиници за инфективне болести Клиничког центра Бања Лука (касније Универзитетски клинички центар Републике Српске). Национални је координатор у превенцији ХИВ инфекције (АИДС-а) у Републици Српској од 1998. године. Водитељ је Референтног центра за дијагностику и терапију ХИВ болести у Републици Српској. Била је начелник Клинике за инфективне болести Клиничког центра Бања Лука (2006–2014). Предавала је, као гостујући професор, на Вишој медицинској школи у Бихаћу, 1999–2001. године.

## Важнији радови
- Primjena rekombinantne DNA vakcine protiv hepatitisa B na dobrovoljcima (коауторка), Medicinski arhiv 46/5–6 (Sarajevo 1990) 237–242;
- HBV infekcija i specifična zaštita djece HbsAg pozitivnih trudnica, Medicinski spektar I/1–2 (Bihać 1999) 15–23;
- HIV infekcija – AIDS u Banjoj Luci, isto II/3–4 (2000) 11–17;
- Q-groznica, epidemiološke kliničke osobitosti bolesti, isto III–5 (2001) 11–15;
- Еpidemiološke karakteristike meningitisa izazvanog virusom mumpsa u toku epidemije u Republici Srpskoj (коауторка), Scripta Medica 46–1 (Banja Luka 2015) 36–41.